# Roatto
Roatto – miejscowość i gmina we Włoszech, w regionie Piemont, w prowincji Asti.
Według danych na styczeń 2009 gminę zamieszkiwało 389 osób przy gęstości zaludnienia 60,2 os./1 km².